# Kungariket Kartli

De georgiska staterna 1490, strax efter splittringen av kungariket Georgien.

Kungariket  Kartli var en historisk monarki som låg i nuvarande Georgien mellan 1478 och 1762.
Det skapades efter splittringen av Kungariket Georgien och var då det största av de tre georgiska rikena. Tbilisi var rikets huvudstad.
Det förenades 1762 med kungariket Kakheti (1465–1762) till kungariket Kartli-Kakheti (1762–1801).